# ハンティ人
ハンティ人（ハンティじん、Khante、Khanty、Xanty people）とは西シベリアにあるオビ川流域とイルティシ川東岸側に住むウラル系民族。旧称オスチャーク族。人口は30,943人
。大半がハンティ・マンシ自治管区に在住する。

## 概要

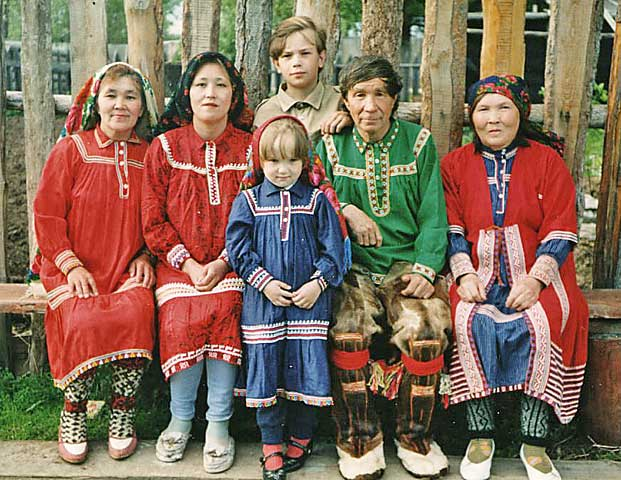
オビ川付近のテギ(Tegi)村のハンティ人の家族

形質的にはモンゴロイドとコーカソイドとの混合型であるウラル人種に属し、ハプログループNが高頻度～中頻度で（ある調査では76.6％）見られる。かつては西方に多く住むマンシ人とともに「オビ・ウゴル」と総称され、ハンティ人は「オスチャク｣（Ostyak、大河の民の意のハンティ語に由来）として知られていた。自称・ハンティは「人」の意。

## 言語
ハンティ語は、マンシ語とともにオビ・ウゴル諸語に分類され、ハンガリー語とも類縁関係にある。1989年の旧ソ連最後の人口統計ではハンティ語の話者は22,521人中13,615人で母語保存率は60.5％だった。

## 起源・歴史
ハンティとマンシは元来同じ民族であったが、鉄器時代以降紀元1世紀頃に分かれたとされる。古くは騎馬文化を持っていたようであるが、シベリアの環境への適応から、狩猟・漁猟・トナカイ飼育の生活を導入するようになった。10世紀頃にはロシア人との接触をはじめ、11世紀までには定期的な交易を行っていた。
モンゴル帝国の拡大にともないマンシ人と共に服属し、西シベリア汗国に含まれた。その後、ロシア帝国のイェルマークによるシベリア征服で、西シベリア平原がロシア帝国による支配を受けた。
ハンティ人は、ロシア人との同化が、マンシ人と比較すると遅く17世紀以降であったという。

## 居住地
52.8%がハンティ・マンシ自治管区に住む。残りの多くはヤマロ・ネネツ自治管区に居住する。フィン・ウゴル学者の研究により、「ハンティ民族」としての民族区分が設けられ、ソ連の政策によってハンティの名前を冠する行政区分が設置されたことで、ハンティ人は民族として維持されることになった。ソ連時代の行政区分は、1930年に設置された「オスチャク・ヴォグル民族管区」、1940年に「ハンティ・マンシ民族管区」、1977年に「ハンティ・マンシ自治管区」と改称をし、1993年にはロシア共和国のチュメニ州の所属から離脱し、ロシア連邦直属の自治管区となった。

## 生活様式
生活様式は狩猟・漁猟・トナカイ飼育が基本で、農業は行わなかった。シャーマニズムを信仰し、多くの神々と精霊と交わり、生贄など儀式を行う祭事場にはトーテムの像や神像を安置し、シャーマンを通じて交信した。墓はネネツ人と同様の形式である。基本的に父系社会で、同一の系族（リニージ）内での結婚はできなかった。また試罪法で争いを解決した。

## 関連書籍
- 星野紘、チモフェイ・モルダノフ編 『シベリア・ハンティ族の熊送りと芸能』 勉誠出版、2001年2月。ISBN 978-4-585-10078-2。
- 星野紘・齋藤君子・赤羽正春編 『神々と精霊の国 - 西シベリアの民俗と芸能』 国書刊行会 2015年